# Orla Østerby
Orla Østerby (født 29. februar 1952) er dansk politiker og tidligere medlem af Folketinget, tidligere for Det Konservative Folkeparti.
Den 15. december 2016 indtrådte Østerby i Folketinget som suppleant for partiformand Søren Pape Poulsen, der var blevet justitsminister i den nye regering 28. november 2016. Han blev ved folketingsvalget 2019 valgt i Vestjyllands Storkreds med 1.098 personlige stemmer.
Østerby fik af kommunalbestyrelsen i Lemvig Kommune torvet "Østerbys Torv" i Bækmarksbro opkaldt efter sig i 2017. Orla Østerby har efterfølgende udtalt, at det var den største dag i hans liv, da kommunalbestyrelsen stemte det igennem.[kilde mangler]
Han blev frataget alle sine ordførerskaber 21. oktober 2020 for grænseoverskridende optræden i 2017 overfor sin partifælle og folketingskollega Brigitte Klintskov Jerkel. Som en konsekvens af forløbet meldte han sig den 4. december 2020 ud af partiet og blev løsgænger i Folketinget.